# Ã̌
Ã̌ (minuscule : ã̌), appelé A tilde caron, est une lettre latine utilisée dans l’orthographe standardisée des langues du Congo-Kinshasa dont le ngbaka minangende et utilisée dans l’écriture du bassa (langue krou), du lyélé et du tafi.
Elle est formée de la lettre A avec un tilde suscrit et un caron.

## Utilisation
En ngbaka minangende, le ‹ ã̌ › est utilisé dans les ouvrages linguistiques pour représenter la voyelle /a/ nasalisée avec un ton montant ; la nasalisation est indiquée à l’aide du tilde, et le ton est indiqué à l’aide du caron. Dans l’orthographe, le ton est habituellement indiqué uniquement lorsqu’il y a ambigüité.

## Représentations informatiques
Le A tilde caron peut être représenté avec les caractères Unicode suivants : 
- décomposé et normalisé NFC (supplément Latin-1, diacritiques) :

| formes    | représentations | chaînes de caractères | points de code | descriptions                                      |
| --------- | --------------- | --------------------- | -------------- | ------------------------------------------------- |
| capitale  | Ã̌               | Ã◌̌                    | U+00C3 U+030C  | lettre majuscule latine a tilde diacritique caron |
| minuscule | ã̌               | ã◌̌                    | U+00E3 U+030C  | lettre minuscule latine a tilde diacritique caron |

- décomposé et normalisé NFD (latin de base, diacritiques) :

| formes    | représentations | chaînes de caractères | points de code       | descriptions                                                  |
| --------- | --------------- | --------------------- | -------------------- | ------------------------------------------------------------- |
| capitale  | Ã̌               | A◌̃◌̌                   | U+0041 U+0303 U+030C | lettre majuscule latine a diacritique tilde diacritique caron |
| minuscule | ã̌               | a◌̃◌̌                   | U+0061 U+0303 U+030C | lettre minuscule latine a diacritique tilde diacritique caron |